# Genezareth-Kirche (Erkner)

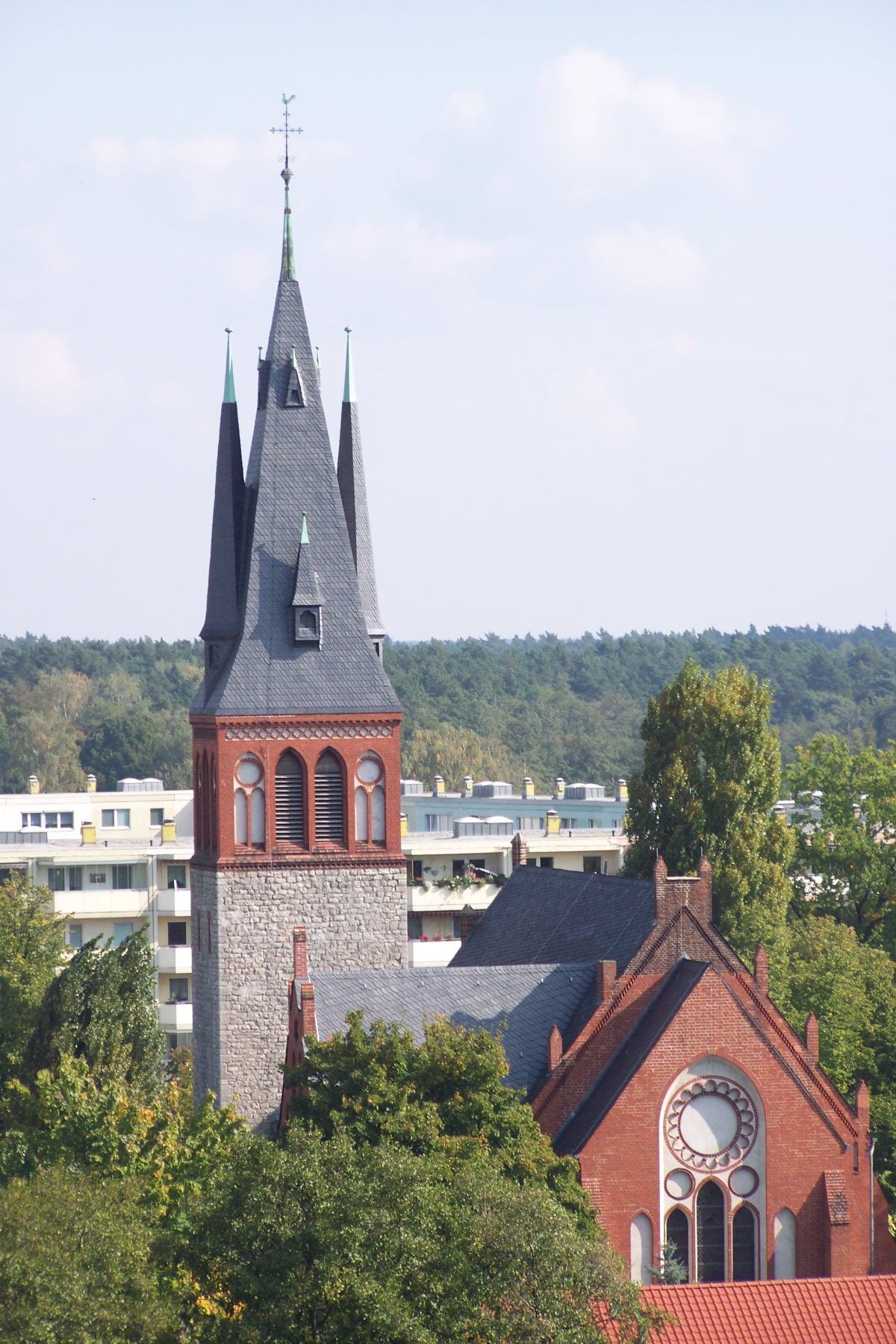
Kirche in Erkner

Die evangelische Genezareth-Kirche in Erkner ist eine neugotische Kirche, die 1896–1897 erbaut wurde und unter Denkmalschutz steht. Die Kirche gehört zum Kirchenkreis Oderland-Spree der Evangelischen Kirche Berlin-Brandenburg-schlesische Oberlausitz.

## Geschichte

### Ortsgeschichte
Erkner wurde 1579 erstmals erwähnt, die Christianisierung der Region begann bereits im 12. Jahrhundert. Lag die Einwohnerzahl 1837 noch bei 175, gab es im Jahr 1896 durch die Errichtung einiger Fabriken schon fast 3000 Einwohner.
Im Jahr 1863 wurde ein eigener Kirchhof in Erkner in der Neu-Zittauer Straße angelegt. Die Gemeinde gehörte kirchlich zu Woltersdorf, wo sich auch die Kirche befand. Seit 1853 wurden im Bahnhofsgebäude Gottesdienste abgehalten, ab 1857 im alten Schulhaus und ab 1878 im neuen Schulhaus.

### Baugeschichte

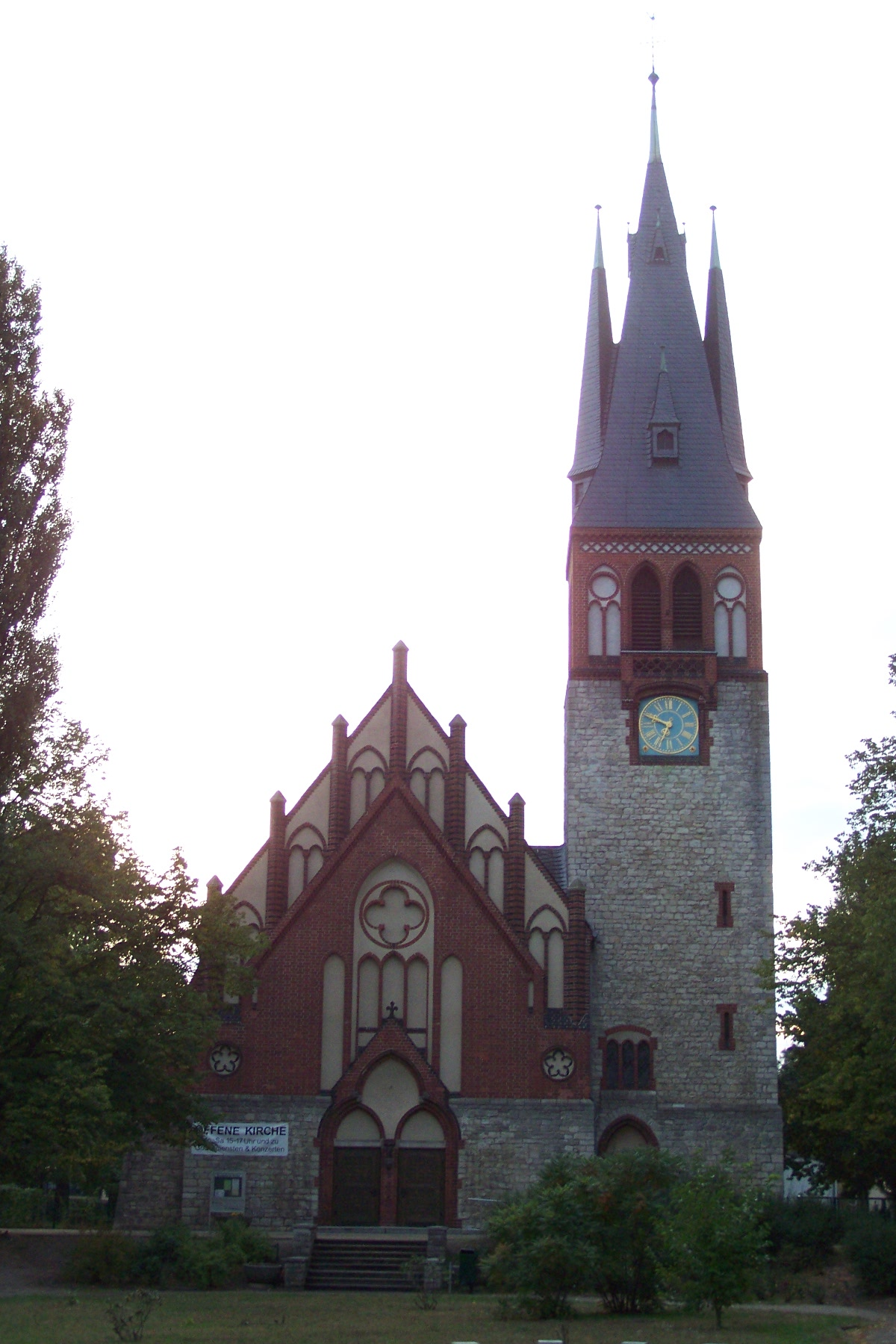
Kirchturm und Kirche mit Portal von der Eingangsseite gesehen

1873 nahm das Landratsamt Verhandlungen auf mit dem Ziel der Errichtung eines Kirchengebäudes in Erkner. Jedoch erst, als Kaiserin Auguste Viktoria am 2. Juli 1895 die Schirmherrschaft über den Kirchenbau übernommen hatte, waren die Bemühungen erfolgreich. Im selben Monat wurde ein Kirchbauverein gegründet, der eifrig Spenden sammelte und ein geeignetes Grundstück erwerben konnte. Am 8. Dezember 1895 beschlossen die Vertreter der Kommune, der Kirchengemeinde und der Staats- und Kirchenbehörden sowie die Kaiserin, unverzüglich mit Bauvorbereitungen zu beginnen. Der Klavierfabrikant Carl Bechstein stiftete den Bauplatz für die Kirche sowie 7000 Mark Baukostenzuschuss zu den veranschlagten 100.000 Mark. Zudem stiftete Bechstein die drei Glocken, die Orgel und einen Flügel. Planung und Projektleitung lagen in der Hand des Architekten Ludwig von Tiedemann, die Bauleitung übernahm Robert Leibnitz.
Am 4. Mai 1896 fand die Grundsteinlegung statt, und bereits Mitte September war der Rohbau fertiggestellt. Am 22. Oktober 1896 wurde das Richtfest gefeiert. Im Sommer 1897 wurde der Ausbau fortgesetzt. In Anwesenheit der Kaiserin Auguste Viktoria und eines Prinzen erfolgte am 24. Oktober 1897 die feierliche Einweihung der Kirche, die den Namen Genezareth erhielt. – Die Baukosten betrugen letztlich 110.000 Mark.
Am 23. April 1933 wurde der Luthersaal der Gemeinde eingeweiht. Bei einem Bombenangriff am 8. März 1944, der den Industrieanlagen in Erkner galt, wurde die Kirche bis auf die Grundmauern und den Kirchturm zerstört. Dem Angriff fiel auch die gesamte Inneneinrichtung – bis auf die Abendmahlsgeräte – zum Opfer. Auch die im Keller des Pfarrhauses verwahrten Kirchenbücher wurden bis auf eines, das allerdings unleserlich wurde, vernichtet.
Am Ostersonntag 1946 läuteten die Glocken der Kirche erstmals nach dem Angriff. Der 1948 begonnene Wiederaufbau des Luthersaals wurde 1951 abgeschlossen und am 29. März des Jahres der erste Gottesdienst hier abgehalten. 1954 wurden am Kirchturmdach Dachdeckerarbeiten ausgeführt. Am 4. Mai 1958 wurde die Kirche wieder eingeweiht. Die Kosten für den Wiederaufbau betrugen 209.474,00 DM.
Die neue Orgel aus der Werkstatt Sauer wurde am 17. Dezember 1961 eingeweiht. Ein Anbau am Luthersaal wurde im September 1970 fertiggestellt und im Jahr 1982 die Kirche renoviert. Am 31. Oktober 1999 wurde eine Turmsanierung abgeschlossen und am 12. Dezember 2004 das Rundfenster im Kirchenschiff fertiggestellt.

## Baubeschreibung

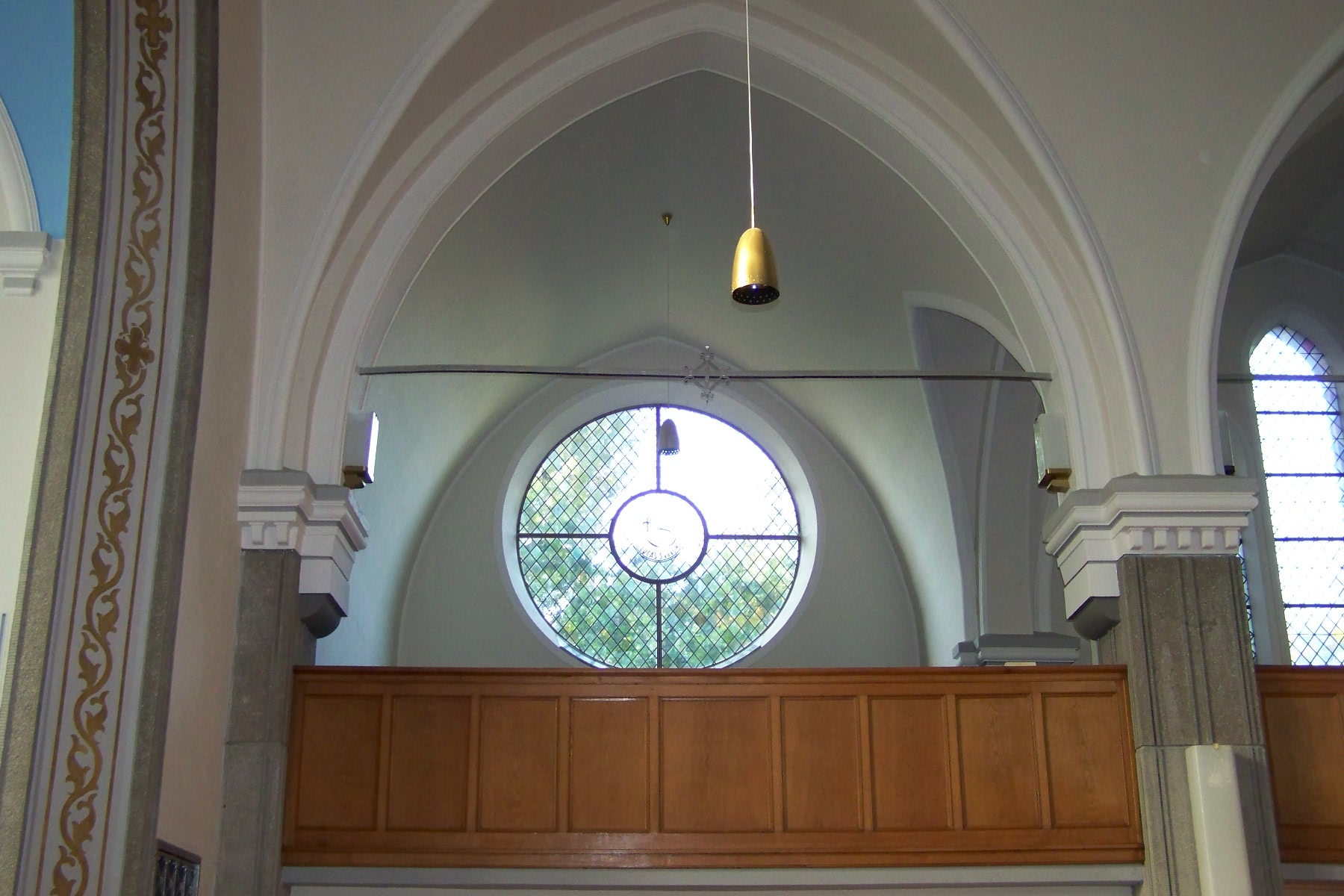
Rundfenster

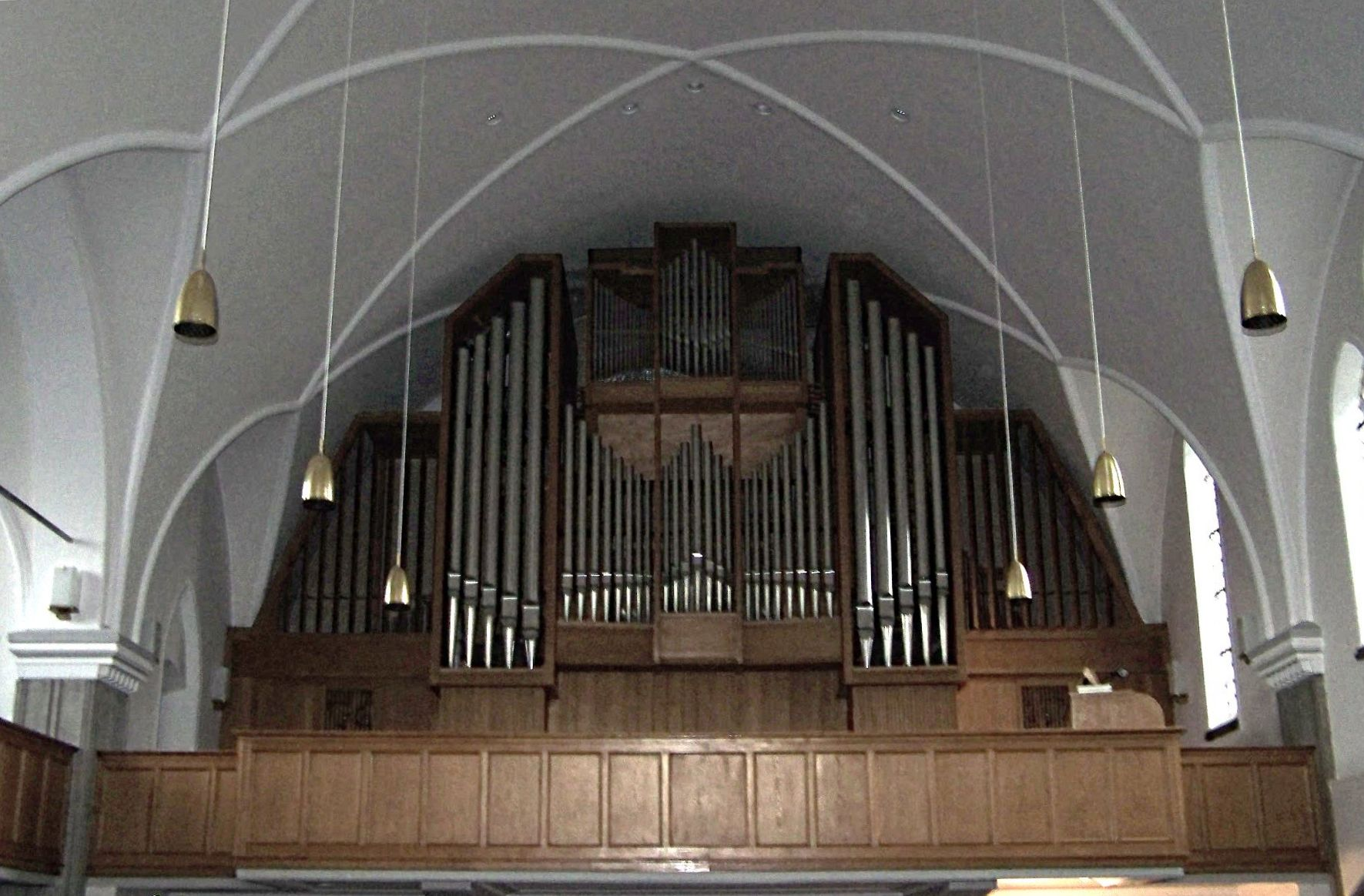
Sauer-Orgel von 1961

### Überblick
Es handelt sich um eine im neugotischen Stil errichtete einschiffige Kirche mit einem dreispitzigen Kirchturm. Der Sockel der Kirche wurde aus Rüdersdorfer Kalkstein gefertigt, darauf wurden die Kirchenwände aus rotem Backstein gemauert.
Seitlich am Kirchenschiff befindet sich ein großes Rundfenster. In das Glas ist das Kirchensiegel eingearbeitet mit der Inschrift „LUCAS 5 VERS 4“.

### Orgel
Ursprünglich besaß die Kirche eine 1897 von den Gebrüder Dinse erbaute Orgel mit zwei Manualen und 15 Registern. Diese Orgel wurde 1944 zerstört.
Die heutige Orgel der Genezareth-Kirche wurde von der Orgelbauwerkstatt Sauer gefertigt und am 17. Dezember 1961 eingeweiht. Sie verfügt über 40 Register, die auf drei Manuale und Pedal verteilt sind.

### Geläut
Das Geläut wurde mitsamt dem Glockenstuhl von Carl Bechstein gestiftet. Die drei Gussstahl-Glocken wurden 1897 vom Bochumer Verein angefertigt, sie tragen in der Schulter die Inschriften GEG. V. BOCHUMER VEREJN J. BOCHUM: 1897 und GEST. VON C. BECHSTEIN. Ihre Herstellung samt Klöppel, Lager, Achsen und Läutehebel kostete 6059 Mark. Bechstein widmete die Glocken seinen drei Söhnen und ließ zudem jede Glocke mit dem Namen eines seiner drei Brüder (Edwin, Karl und Johannes) versehen.
Eine Inventarliste der Gießerei enthält folgende Angaben:
| Glocke | Schlagton | Gewicht | Durchmesser | Höhe    | Inschrift                               |
| ------ | --------- | ------- | ----------- | ------- | --------------------------------------- |
| 1      | b°        | 2590 kg | 1885 mm     | 1655 mm | Edwin, EHRE SEI GOTT IN DER HOEHE       |
| 2      | f′        | 1033 kg | 1335 mm     | 1185 mm | Karl, FRIEDE AUF ERDEN                  |
| 3      | g′        | 0695 kg | 1175 mm     | 1040 mm | Johannes, DEN MENSCHEN EIN WOHLGEFALLEN |

Die Glocken gehören zu den wenigen erhaltenen Teilen der Originalausstattung.

### Pastoren
| 1897–1901: Julius Lamprecht 1901–1910: Emil Barthold 1910–1932: Walter Heinicke 1932–1938: Eckart Hoene 1938–1941: Richard Otto | 1942–1945: Kurt Richter 1945: Walter Cäsar 1946–1948: Georg Seiffert 1949–1965: Herbert Deysing | 1966–1986: Goetz Pfundt 1986–1995: Hilmar Schmid 1996–2014: Cordula Heilmann seit 2015: Carsten Schwarz |